# 銀行街
銀行街（英語：Bank Street）位於香港香港島中環，連接皇后大道中及德輔道中。該街道位於滙豐總行大廈和中銀大廈之間。